# Genipa infundibuliformis
Genipa infundibuliformis là một loài thực vật có hoa trong họ Thiến thảo. Loài này được Zappi & Semir mô tả khoa học đầu tiên năm 1995.